# Euthyplatystoma guangxiensis
Euthyplatystoma guangxiensis är en tvåvingeart som beskrevs av Wang 2007. Euthyplatystoma guangxiensis ingår i släktet Euthyplatystoma och familjen bredmunsflugor. Inga underarter finns listade i Catalogue of Life.